# Château d'Amsoldingen
Le château d'Amsoldingen (allemand : Schloss Amsoldingen) est un château situé à Amsoldingen dans le canton de Berne en Suisse. Le château et son ancienne église collégiale Saint-Maurice sont listés comme biens culturels d'importance nationale.

## Histoire

### Château d'Amsoldingen
- Si vous ne connaissez pas le sujet, laissez ce bandeau (vous pouvez alors contacter les auteurs).
- Si vous supprimez le contenu mis en cause (vous pouvez préalablement contacter les auteurs),

argumentez précisément cette suppression dans la page de discussion
(un manque de référence n'est pas un argument ; une recherche réelle de référence doit avoir été effectuée, être formellement documentée).
Le château d'Amsoldingen et les bâtiments avoisinants sont construits au Xe siècle. Le château est construit comme la résidence du riche prévôt de l'église collégiale d'Amsoldingen. Cependant le prévôt et l'église s'appauvrissent progressivement et, en 1484, la collégiale Saint-Vincent de Berne devient propriétaire du château. Le collège des chanoines de Berne vend le château et les terres environnantes en 1496 au riche marchand Barthlome May. En 1536, le petit-fils de Barthlome, Sulpitius May, vend le château qui passe ensuite par différents propriétaires[source insuffisante].
À la fin du XVIIe siècle, le propriétaire du château est l'ingénieur et géomètre Samuel Bodmer. Entre 1711 et 1724, Bodmer habite le château quand il dessine le système de contrôle des inondations autour du lac de Thoune et de l'Aar pour protéger les villages et les terrains agricoles. Pendant le XVIIIe et le début du XIXe siècle, le château est détenu par la famille Luternau qui aménage les parcs entourant le château. Il est vendu en 1815 à Ludwig Zeerleder, qui le vend ensuite à Alfred de Rougemont von Bonstetten, qui le vend à son tour à Beat Ludwig Tscharner von Erlach. Ce dernier transforme le château dans le style néo-gothique en 1846[source insuffisante].

### Ancienne église collégiale Saint-Maurice

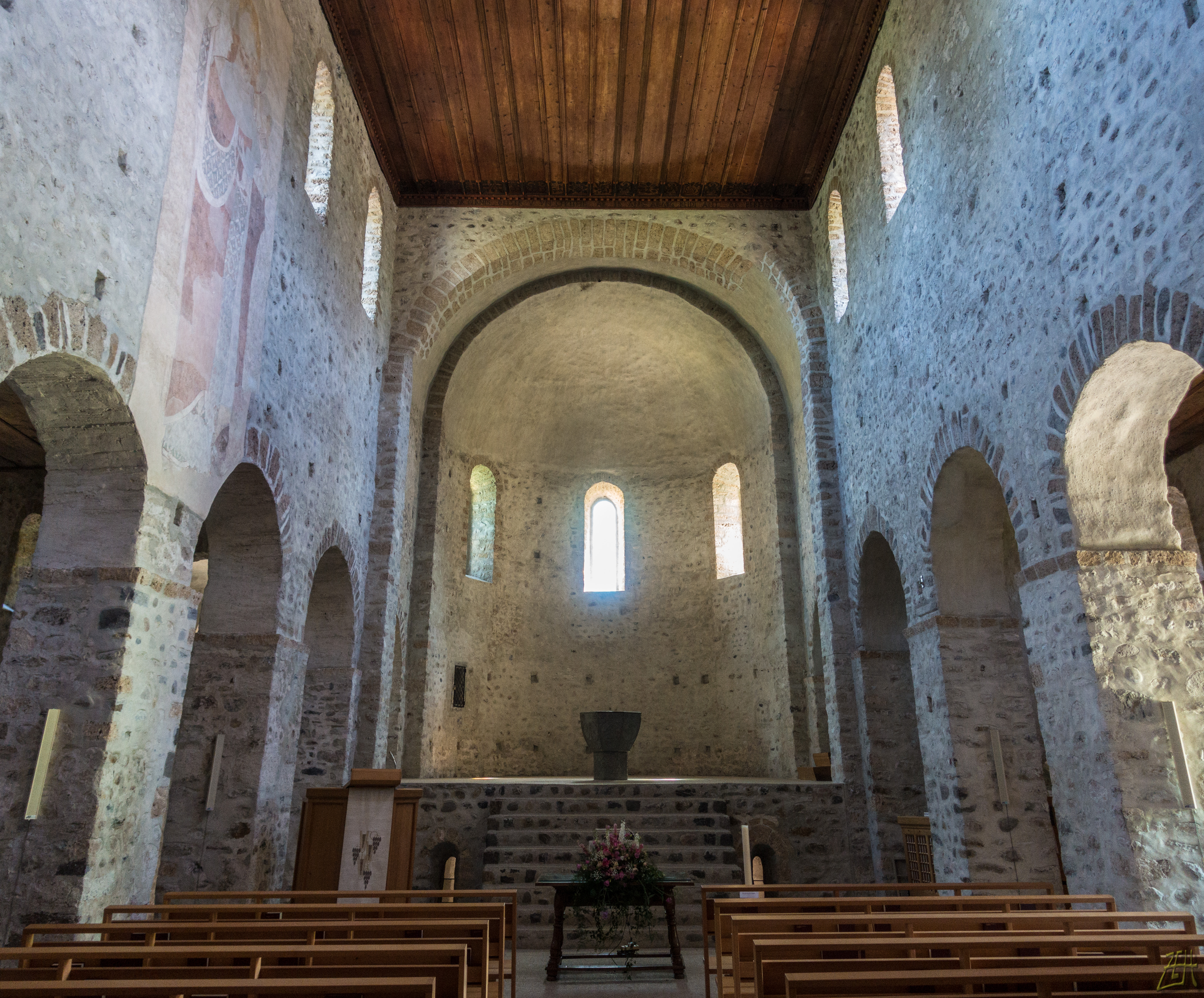
Photographie de l'intérieur de l'église montrant les trois collatéraux, l'abside surélevée et le plafond en bois.

La première église sur le site est construite dans le style roman au VIe siècle. Comme le château, l'église collégiale Saint-Maurice est construite au Xe siècle. L'église ottonienne qui compte trois collatéraux est construite avec de la pierre récupérée des ruines d'Aventicum sur les fondations de l'ancienne église. Selon la tradition, le stift (propriétés données à l'église) est donné au Xe siècle par le roi de Bourgogne Rodolphe II. C'est l'une des douze églises qu'il fonde autour du lac de Thoune. Vers 1210, l'église du Xe siècle est modifiée avec la construction d'une crypte et la rénovation du collatéral sud. L'église est mentionnée pour la première fois en 1228. Vers 1300, l'intérieur de l'église est recouvert de peintures murales, notamment la peinture de Saint Christophe toujours visible sur le mur nord. L'abside côté sud est démolie et un clocher roman est ajouté entre 1345 et 1486.
Au cours des siècles suivants, le stift s'appauvrit petit à petit et en 1484 le pape approuve sa dissolution et son incorporation dans le stift nouvellement créé de la collégiale Saint-Vincent de Berne. L'église devient l'église paroissiale d'Amsoldingen. La Réforme protestante se diffuse dans la région et l'église devient protestante en 1528. Un incendie l'endommage en 1576, ce qui provoque une rénovation majeure. Un nouveau toit et une nouvelle abside sont construits et, l'année suivante, une nouvelle chaire est bâtie. La plus ancienne des quatre cloches est installée dans le clocher en 1579. Le plafond en bois est ajouté en 1661 ou en 1666 et la peinture murale de la Cène date de 1668.